# Nazôréen (titre)
Pour les articles homonymes, voir Nazaréen.

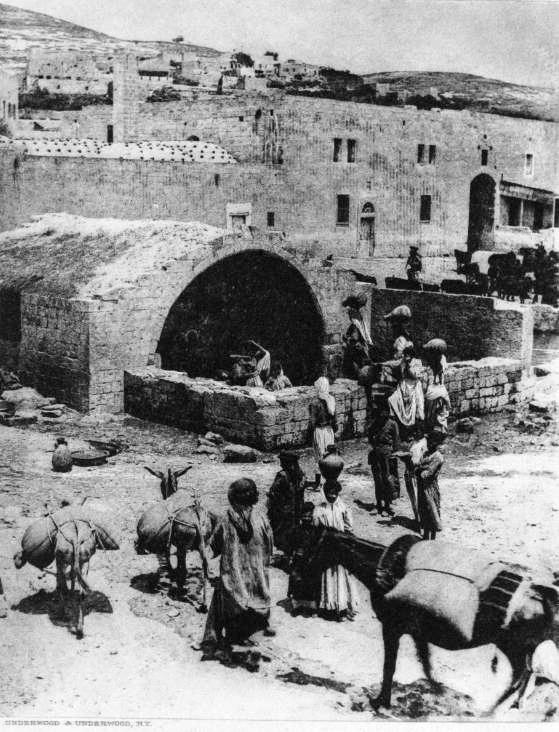
, considéré comme le lieu de l'Annonciation, Nazareth, 1917

Nazôréen ou Nazaréen est un titre d'abord appliqué à Jésus de Nazareth et, plus tard, aux premiers chrétiens. La plupart des chercheurs considèrent que la principale signification est « un homme de Nazareth ». Toutefois, le nom de la bourgade (à l'époque de Jésus) de Nazareth provient en fait de l'hébreu נצרת "NaTsReT", qui signifie : "La Garde" et n'a donc rien à voir avec le radical נֶזֶר"NZR" de Nazaréen.
Le terme « nazôréen » ou « nazaréen » est utilisé pour désigner les chrétiens dans les pays arabophones.

## Origine du nom

### Toponyme
La désignation de personnes en fonction de leur lieu d'origine était monnaie courante au temps du Nouveau Testament, par exemple : Saul de Tarse (Σαῦλος ὁ Ταρσεύς, Saûlos ho Tarseús), Lucius de Cyrène (Λούκιος ὁ Κῡρηναῖος, Loúkios o Kūrēnaîos), Trophime d'Éphèse (Τρόφιμος ὁ Ἐφέσιος, Trófimos ho Efésios), etc. Le Nouveau Testament utilise à la fois « Jésus de Nazareth » (Iesus ho Nazaraios) et « Jésus qui vient de Nazareth » (Iesus o apo Nazaret). Ainsi, dans le Nouveau Testament, le terme « le nazaréen » peut être vu comme un cognomen toponymique,,,.

### Jeu de mots
Dans l'Évangile selon Matthieu 2:23, la famille de Jésus « vint s'établir dans une ville appelée Nazareth ; pour que s'accomplît l'oracle des prophètes : Il sera appelé Nazôréen » (Bible de Jérusalem). Certains y voient un jeu de mots avec le terme naziréen (hébreu nâzîr, de la racine nâzar « séparer »),,.

## Variantes néotestamentaires

### Occurrences
La double appellation nazôraios/ nazarènos apparaît à vingt-deux reprises dans le Nouveau Testament.
La version du Novum Testamentum Graece montre que le terme de « nazaréen » figure six fois et celui de « nazoréen » treize fois dans l'ensemble du Nouveau Testament, dont sept fois dans les Actes des Apôtres. À la seule exception de Ac 24:5, où les disciples de Jésus sont appelés « nazoréens », le mot est toujours l'attribut de Jésus.
Dans les Évangiles selon Matthieu et selon Jean, seul le terme de « nazoréen » est employé. Le mot « nazaréen » se trouve exclusivement dans les Évangiles selon Marc et selon Luc (Mc 1:24 et Lc 4:34 ; Mc 10:47 ; Mc 14:62 et Lc 24:19). Le terme « nazoréen » n’est jamais utilisé dans l'évangile marcien.
La localité où Jésus a grandi est mentionnée deux fois (Mt 4:13 et Lc 4:16) sous le nom de Nazara (Ναζαρά). À tous les autres endroits, son nom est Nazareth (Ναζαρέθ ou Ναzαρέτ). Il est généralement admis que Natz(a)rā est la forme principale du toponyme hébraïque נַצְרַת (Natzrath) et que ce nom possède plusieurs variantes, dont נָצֶרֶת (Nātzæræth).

### Récapitulatif
La Concordance de Strong recense les variantes suivantes dans le Nouveau Testament :
- Nazareth/Nazara
  - Nazareth (Ναζαρέθ) Mt 21:11, Lc 1:26, Lc 2:4, Lc 2:39, Lc 2:51, Ac 10:38
  - Nazara (Ναζαρά) Mt 4:13, Lc 4:16
  - Nazaret (Ναζαρέτ) Mc 1:9, Mt 2:23, Jn 1:45, Jn 1:46
- Nazaréen
  - Nazarēne (Ναζαρηνέ) Mc 1:24, Lc 4:34
  - Nazarēnon (Ναζαρηνὸν) Mc 16:6
  - Nazarēnos (Ναζαρηνός) Mc 10:47
  - Nazarēnou (Ναζαρηνοῦ) Mc 14:67, Lc 24:19
- Nazoréen
  - Nazōraios (Ναζωραῖος) Mt 2:23, Lc 18:37, Jn 19:19 Ac 6:14, Ac 22:8
  - Nazōraiou (Ναζωραίου) Mt 26:71, Ac 3:6, Ac 4:10, Ac 26:9
  - Nazōraiōn (Ναζωραίων) Ac 24:5
  - Nazōraion (Ναζωραῖον) Jn 18:5, Jn 18:7, Ac 2:22.

## Terme juif pour désigner les chrétiens
Les Juifs du Ier siècle n'utilisaient pas le terme « chrétiens » pour désigner les disciples de Jésus de Nazareth, car ce mot reconnaît explicitement Jésus comme Christ, c'est-à-dire comme « Messie ». En outre, les rabbins ne côtoyaient souvent que des judéo-chrétiens, souvent ébionites ou nazôréens. C’est pourquoi la littérature rabbinique applique indistinctement le nom de « Noẓri » à l'ensemble des chrétiens, « judaïsants » ou non, par allusion à Nazareth, le lieu de naissance de Jésus. Ce mot est resté dans les textes juifs l'appellation des chrétiens.
Tertullien, au début du IIIe siècle, indique que « nazaréen » est la plus ancienne dénomination pour les disciples de Jésus parmi les juifs : « Nazareth. Ce nom à partir duquel notre Sauveur a été appelé Nazaréen. Et, comme par dérision, nous avons été dénommés nazaréens par les anciens, nous que l'on appelle aujourd'hui chrétiens »,,.
Eusèbe de Césarée, au début du IVe siècle, note que le nom n'est plus utilisé à son époque, mais des Syriens, Arabes, Perses et Arméniens ont continué à employer ce terme pour désigner tous les chrétiens en général. Selon Épiphane (fin du IVe siècle), le terme a aussi été utilisé par les chrétiens orthodoxes pour distinguer d'autres chrétiens plus étroitement attachés à la loi juive. Mais Épiphane affirmait aussi que « pareillement, tous les Chrétiens furent autrefois appelés Nazaréens. »,.
La version originale de la « bénédiction » synagogale des hérétiques, Birkat haMinim est considérée comme ayant inclus une imprécation contre les nazaréens, le nom juif pour les chrétiens,. Le terme est utilisé encore aujourd'hui en Israël – en hébreu et en arabe, mais pas dans la presse anglophone, comme le Jerusalem Post. Les chrétiens de langue hébraïque en Israël utilisent aussi souvent le terme hébreu Meshiykhiyyim (hébreu : משיחיים) : littéralement les « messianiques » – tiré du Nouveau Testament en hébreu.

## Terme pour les chrétiens en araméen et en arabe
Des variantes du terme « nazaréen » sont les termes génériques désignant les chrétiens en araméen et en arabe. Toutefois, dans l'araméen chrétien, c'est-à-dire en syriaque, le terme « chrétien » est utilisé dans les textes chrétiens. L'exemple suivant est tiré de la Peshitta:
1 Pierre 4:16 : « ܐܢ ܕܝܢ ܚܐܫ ܐܝܟ ܟܪܣܛܝܢܐ ܠܐ ܢܒܗܬ ܐܠܐ ܢܫܒܚ ܠܐܠܗܐ ܒܗ ܒܗܢܐ ܫܡܐ »
Translitération : « ᵓn dyn ḥᵓš ᵓyk krsṭynᵓ lᵓ nbht ᵓlᵓ nšbḥ lᵓlhᵓ bh bhnᵓ šmᵓ »
Traduction : « Mais si quelqu'un souffre comme chrétien, qu'il n'en ait point honte, et que plutôt il glorifie Dieu à cause de ce nom. » (Louis Segond)
Le terme reste d'usage courant dans les pays arabophones et aussi pour les langues influencées par l'arabe comme le persan, le malayalam et le javanais,,. L'exonyme nasrani n'est pas souvent utilisé à l'intérieur de la communauté chrétienne arabophone. L'endonyme masihiya est utilisé officiellement par certaines organisations comme la al-Jam'iya al-Islamiya al-Masihiya (Association islamo-chrétienne de la Palestine, 1918).
En juin 2014, lors de la prise de Mossoul par les jihadistes de l'État islamique en Irak et au Levant (EIIL), les maisons des chrétiens furent marquées du « N » de l'alphabet arabe ن pour « nazaréens ».

## Groupes homonymes
En dehors des nazôréens, judéo-chrétiens du IVe siècle mentionnés en premier lieu par Épiphane de Salamine vers 378,, il existe l'Église du Nazaréen (Church of the Nazarene) en Amérique.
Le Mouvement nazaréen, quant à lui, est une école picturale.